# Rudolf Nicolai
Rudolf Nicolai (* 1. Januar 1885 in Lauterbach; † 17. Mai 1970 in Annaberg-Buchholz) war ein deutscher Lehrer und Heimatforscher, der als Begründer der Schullandheimbewegung in Sachsen bekannt wurde.

## Leben und Wirken
Er stammte aus dem sächsischen Erzgebirge und war der Sohn des Lauterbacher Pfarrers Theodor Nicolai (1847–1919). Er besuchte die Volksschule in Lauterbach und ab 1899 die Landesschule Grimma, an der er 1905 die Reifeprüfung ablegte. Danach begann er ein Theologiestudium an der Universität Greifswald. Später wechselte er an die Universität Leipzig, um sich als Lehrer ausbilden zu lassen. 1909 promovierte er dort zum Dr. phil. 1910 erlangte er die Lehrbefähigung für Deutsch und Religion. Am Realgymnasium in Annaberg erhielt er seine erste Anstellung als Lehrer. Schon bald wechselte er nach Zittau und meldete sich nach Ausbruch des Ersten Weltkriegs als Kriegsfreiwilliger. Nach schweren Verwundungen kehrte er 1917 als Lehrer nach Annaberg zurück, wo er Anhänger der Reformpädagogik wurde. Auf seine Anregung errichtete das Realgymnasium Annaberg 1923 am Stadtrand von Jöhstadt ein Schullandheim. Nicolai übernahm die Leitung der Fachgruppe Schullandheim im Sächsischen Philologenverein und die Arbeitsgemeinschaft sächsischer Schullandheime.
Unmittelbar nach der Machtergreifung der Nationalsozialisten trat er zum 1. Mai 1933 der NSDAP bei (Mitgliedsnummer 2.110.292). Hier wurde er besonders im NS-Lehrerbund aktiv, der das von ihm geleitete Sachgebiet „Schullandheime“ übernommen hatte. Die Geschäftsstelle unter seiner Leitung befand sich in Buchholz (Sachsen) in der Bismarckstraße.
Nach Ende des Zweiten Weltkriegs wurde er aus dem Schuldienst entlassen. Er bemühte sich im Rahmen seiner begrenzten Möglichkeiten in der Sowjetischen Besatzungszone und der DDR um eine Zusammenarbeit mit westdeutschen Vertretern der Schullandheimbewegung, die 1953 in Marburg den „Verband deutscher Schullandheime“ gründeten.
Daneben war er auch als Heimat- und Kirchengeschichtsforscher und in der Wandervogelbewegung tätig.

## Werke (Auswahl)
- (mit Hanns Weißbach): Was muss ich von der Schul-Landheim-Bewegung wissen? Leipzig 1927.
- 450 Jahre Buchholz und seine Kirche. Annaberg-Buchholz 2000.